# 송수근 (야구인)
송수근 (宋守根, 1980년 6월 26일 ~ )은  전 KBO 리그 SK 와이번스의 선수였다. 현재는 한국 야구 위원회의 심판위원이다.

## 출신 학교
- 전주고등학교
- 원광대학교 (1999학번)